# Língua eskaiana
Eskayana é a língua da cultura minoritária Eskaya de Bohol, província insular das Filipinas. Muito pouco é sabido a respeito dessa variedade linguística, a qual vem sendo objeto de citações ocasionais da mídia Filipina desde os anos 80. Como Eskayan não tem nenhum falante nativo em nossos dias, é ensinada por voluntários em pelo menos três escolas no sudeste interior da província.
Eskayan apresenta um bom número de idiossincrasias que atraem o interesse de estudiosos, tais como seu exclusivo sistema de escrita com mais de mil caracteres silábicos, todos ditos como sendo baseados em partes do corpo humano. As suas relações sintáticas e morfológicas são com a língua cebuana (Boholano-Visayano, a língua dominante em Cebu e províncias próximas.

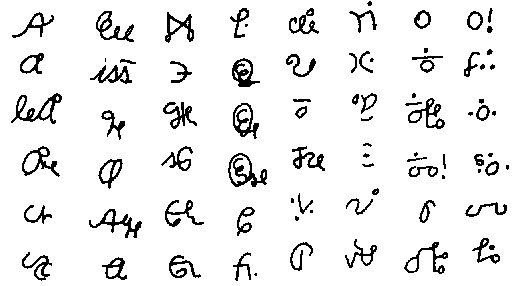
Amostra da escrita Eskayan

Os mais antigos documentos escritos em Eskayan datam de 1908 e estiveram expostos no Museu de Bohol até setembro de 2006.

## Casos gramaticais
| Marcador pessoal de nome |              | Marcador não pessoal de nome |            |
| ------------------------ | ------------ | ---------------------------- | ---------- |
| nominativo               | ye or e (si) | Específico (artigo)          | esto (ang) |
| possessivo               | kon (ni)     | Oblíquo específico           | ya (sa)    |
| dativo                   | puy (kang)   | Oblíquo não específico       | chda (ug)  |

## Pronomes
Os pronomes pessoais do Eskayano também são marcados por caso gramatical. Na tabela que se segue, os equivalentes cebuanos estão indicados “entre aspas” (tais pronomes foram tomados de fontes limitadas; omissões são indicadas por   e incertezas por *)
|                            | Absolutivo          | Genitivo₁ (Pre-posicionado) | Genitivo₂ (Pós-posicionado) | Oblíquo                 |
| -------------------------- | ------------------- | --------------------------- | --------------------------- | ----------------------- |
| 1ª pessoa do singular      | naren (ako, ko)     | damo (akong)                | tompoy (nako, ko)           | tompoy (kanako, nako)   |
| 2a do singular             | samo (ikaw, ka)     | gona (imong)                | nistro (nimo, mo)           | nistro (kanimo, nimo)   |
| 3ª do singular             | atcil (siya)        | chdel (iyang)               | kon chdil (niya)            | mininos* (kaniya, niya) |
| 1ª pessoa plural inclusiva | arhitika (kita, ta) | chdaro (atong)              | (nato)                      | (kanato, nato)          |
| 1ª pessoa plural exclusiva | kim (kami, mi)      | gramyu (among)              | (namo)                      | (kanamo, namo)          |
| 2ª do plural               | chdicto (kamo, mo)  | (inyong)                    | (ninyo)                     | (kaninyo, ninyo)        |
| 3ª do plural               | (sila)              | persiyan (ilang)            | (nila)                      | (kanila, nila)          |

## Léxico

### Influência cebuana
Apesar de suas equivalências com o Eskaiano, o cebuano teve uma limitada influência sobre o léxico da língua. Comparando com o vocabulário básico Swadesh, há apenas oito cognato identificáveis.
| Português                 | Eskayan      | Cebuano   |
| ------------------------- | ------------ | --------- |
| a (prep.)                 | ya           | sa        |
| aquilo                    | cano         | ka'na     |
| nós (Inclusivo/exclusivo) | arhitika/kim | kita/kami |
| quem                      | kinya        | kinsa     |
| quatro                    | pat          | upat      |
| seis                      | nom          | un'um     |
| oito                      | wal          | walo'     |
| nove                      | sem          | siam      |

## Amostra
Eskaiano, em alfabeto latino
Samnat yo bantelar,
Datong con Bathala,
Ya abeya cloper meboy secwes
Nemte ya chdid loning
Ya moy beresa gui
Samnat eclabolto
Gona yonoy dokerkedo
Bentod ya hondog yel moy sebar
Chda a chdiam yel keman pay
Edlac esto mesesabla
Lo-ya bac Lobor,
Chdire esto ebetangke chda loreker
Parong esto topete
Ya droser, ya secwes Do-o moy sam
Tewergoyo asado chda carna
Ya lacyo booy.
Português
Esta é a terra que amo, Acariciada pelo sol, Banhada pelo mar, e Beijada pela brisa fresca, Dia e Noite, Aqui onde viveram os primeiros heróis, Aqui onde buscaram a paz e aqui sangraram, Aqui crescem as maravilhosas colinas em cone, Aqui crescem os doces kinampay (ou Kampay).
Abençoada com praias de areia branca, Rios e vales de águas, Mares com muitos peixes e pastagens de gado na planície, Em cada lar reina o amor, Deus mantém minha terra sempre livre, Deixai que seja assim, eu imploro com minha força, meu coração e alma,  a minha querida Pátria Bohol.